# From Enslavement to Obliteration
From Enslavement to Obliteration (с англ. — «От порабощения к уничтожению») — второй студийный альбом британской грайндкор-группы Napalm Death. Был выпущен в сентябре 1988 года. Наряду с первым альбомом группы, Scum, и альбомом Reek of Putrefaction группы Carcass считается эталонным альбомом жанра. Состоит из 22 песен (по звучанию альбом похож на вторую часть альбома Scum), и также к CD-изданию прилагается материал мини-альбома The Curse, состоящий из ещё 5 песен.
На CD альбом был первоначально выпущен вместе с альбомом Scum (в 1988 году), в 1990 году он был переиздан в Японии, раздельно их выпустили только в 1991 году в США на Relativity Records, после чего в Англии в 1994 году на Earache Records.

## История
Альбом записывался в английском Вустере, в студии Birdsong, и, как и предыдущий альбом, продюсировался основателем лейбла Earache Records Дигби «Дигом» Пирсоном. Автором обложки выступил художник Марк Сикора. Релиз альбома состоялся 16 сентября 1988 года, и в британских инди-чартах он дебютировал сразу на первом месте, что стало серьёзной рекламой не только для группы, но и для лейбла Earache.
На некоторых виниловых изданиях альбома присутствовала наклейка со словами Джо Эллиотта из Def Leppard: «We wanted to be the biggest rock band in the world and you don’t do that sounding like Napalm Death» (с англ. — «Мы хотели стать величайшей рок-группой в мире, а этого никогда не достичь, если вы будете звучать как Napalm Death»).
В 2009 году по версии британского журнала Terrorizer альбом занял первое место в списке важнейших европейских грайндкор-альбомов.

## Тематика песен
Тематика альбома по большей части околопанковская, посвящена большому количеству социальных и политических тем, притом отдельные песни имеют отдельную тематику. Это сексизм и мизогиния (песни «It’s a M.A.N.S World» и «Inconceivable?»), права животных («Display to Me…»), расизм («Unchallenged Hate»), материализм («Private Death» и «From Enslavement to Obliteration»), капитализм («Make Way!»). Альбом призывает к социальным переменам, как видно в песне «Uncertainty Blurs the Vision». Вместе с тем вокал Ли Дорриана настолько брутален, что разобрать тексты песен совершенно невозможно. Тексты альбома политически чрезвычайно жёсткие.

## Вокал
В альбоме два вокалиста, основной вокал — Ли Дорриан, вспомогательный — Мик Харрис. Используется как гроулинг, так и скриминг, при этом часто их непрерывные комбинации, например в песне «Inconceivable?». Альбом играется на исключительно высокой скорости благодаря бласт-битам Мика Харриса. Почти все песни короткие — около или менее минуты, при этом в бонусном мини-альбоме The Curse есть песни всего в несколько секунд.

## Список основных песен
| №   | Название                           | Длительность |
| --- | ---------------------------------- | ------------ |
| 1.  | «Evolved as One»                   | 3:13         |
| 2.  | «It's a M.A.N.S World!»            | 0:54         |
| 3.  | «Lucid Fairytale»                  | 1:02         |
| 4.  | «Private Death»                    | 0:35         |
| 5.  | «Impressions»                      | 0:35         |
| 6.  | «Unchallenged Hate»                | 2:07         |
| 7.  | «Uncertainty Blurs the Vision»     | 0:40         |
| 8.  | «Cock-Rock Alienation»             | 1:20         |
| 9.  | «Retreat to Nowhere»               | 0:30         |
| 10. | «Think for a Minute»               | 1:42         |
| 11. | «Display to Me…»                   | 2:43         |
| 12. | «From Enslavement to Obliteration» | 1:35         |
| 13. | «Blind to the Truth»               | 0:21         |
| 14. | «Social Sterility»                 | 1:03         |
| 15. | «Emotional Suffocation»            | 1:06         |
| 16. | «Practice What You Preach»         | 1:23         |
| 17. | «Inconceivable?»                   | 1:06         |
| 18. | «Worlds Apart»                     | 1:24         |
| 19. | «Obstinate Direction»              | 1:01         |
| 20. | «Mentally Murdered»                | 2:13         |
| 21. | «Sometimes»                        | 1:06         |
| 22. | «Make Way!»                        | 1:36         |

## Список бонусных песен на CD-издании (мини-альбом The Curse)
1. «Musclehead» — 0:50
2. «Your Achievement?» — 0:06
3. «Dead» — 0:04
4. «Morbid Deceiver» — 0:45
5. «The Curse» — 3:17

## Участники записи
- Билл Стир — гитара
- Шэйн Эмбери — бас
- Ли Дорриан — основной вокал
- Мик Харрис — барабаны, вспомогательный вокал